# Glaucocharis sumatraensis
Glaucocharis sumatraensis là một loài bướm đêm trong họ Crambidae.